# Ib Ravn
Ib Ravn (født 1956) er en dansk videnskabsteoretiker, som har ledet gruppen "Facilitering af videnprocesser" under forskningsprogrammet "Organisation og Læring", hvis formål er at udforme, medvirke ved og forske i processer til læring og videndeling på møder, ved konferencer, i netværk og i organisationer.
Ib Ravn er uddannet B.Sc. 1980 i Systems and Management fra The City University, London, og Ph.D. 1989 i Social Systems Sciences fra The Wharton School of Business, University of Pennsylvania, Philadelphia, USA.
1982-83 var han instruktor ved Department of Cybernetic Systems, San José State University, Californien, USA, 1984-87 Systems Research Associate ved The Wharton School of Business (bl.a. forskning i alkoholkontrolpolitik), 1989-94 forlagsredaktør på Munksgaard og Rosinante (blandt andet redaktør for bogserierne Nysyn og Prisme om videnskab og tilværelsestolkning), 1994-97 forskningsadministrator ved Forskningscenter for Livskvalitet og var 1997-2002 rådgiver for ENCORE – først i Amphion og fra 1999 i Nellemann Konsulenterne A/S. Ravn har siden 2002 været lektor og forskningsleder ved Institut for Læring, Danmarks Pædagogiske Universitetsskole, Aarhus Universitet (indtil 2008: Learning Lab Denmark), hvor han har beskæftiget sig med forskning og udvikling inden for facilitering (metoder til læring og videndeling mellem mennesker på konferencer og ved møder, i netværk og i organisationer generelt).
Ib Ravn var i 1985 medstifter af Paradigma, tidsskrift om videnskab og virkeligheder, hvor han indtil 1990 var en af redaktørerne. Tidsskriftet formidlede de nye videnskaber i Danmark.
1995-96 var Ravn litteraturanmelder ved Berlingske Tidende (naturvidenskab) og 1996-2003 litteraturanmelder ved Politiken (natur- og samfundsvidenskab). Ravn har skrevet en lang række kronikker, holdt foredrag og givet interviews mm. om forskellige emner.
Ib Ravn er desuden aktivt bestyrelsesmedlem af foreningen Gode Penge, der arbejder for at ændre den måde, hvorpå pengeskabelsen i samfundet foregår.

## Forfatterskab
- Facilitering - ledelse af møder der skaber værdi og mening; 2011 ; ISBN 9788741254746